# Colnodo
La Asociación Colnodo es una organización sin ánimo de lucro fundada en 1994 con el propósito de facilitar la comunicación y el intercambio de información y experiencias entre organizaciones colombianas a nivel local, nacional e internacional, a través de redes electrónicas de bajo costo. A lo largo de su trayectoria, ha liderado y acompañado procesos sociales en torno al uso estratégico de Internet para el desarrollo, adaptándose a los avances tecnológicos y promoviendo el potencial de las TIC como herramientas para la transformación social y el fortalecimiento de la calidad de vida de las personas y comunidades. 

## Objeto Social
Colnodo tiene como objetivo principal facilitar las comunicaciones, el intercambio de información y experiencias entre las organizaciones colombianas en el ámbito local, nacional e internacional a través de redes electrónicas de bajo costo. Para desarrollar su objetivo Colnodo ha priorizado, a través de sus programas estratégicos, temas como derechos humanos, mejoramiento de la condición de las mujeres, gobernabilidad, democracia y participación ciudadana, desarrollo sostenible, democratización del conocimiento, inclusión digital y uso estratégico de tecnologías de información y comuncación (TIC) para el desarrollo.

## Ejes Transversales
- Género: Colnodo reivindica los derechos de las mujeres y su rol en la sociedad, trabaja por la inclusión digital y la apropiación de TIC con una perspectiva de género.
- Desarrollo Sostenible: Colnodo difunde y promueve las acciones que las personas realizan en su convivencia con el entorno y la importancia de pensar en las generaciones futuras. Para ello, tiene en cuenta los tres factores que comprenden el desarrollo sostenible: ambiental, económico y social.
- Software Libre: Colnodo desarrolla y promueve el uso de software libre; esto es la libertad de los usuarios y usuarias para que una vez obtenido el software lo puedan usar, ejecutar, copiar, distribuir, estudiar, cambiar y mejorar libremente.

## Programas estratégicos

### Gobierno en línea y democracia electrónica.[1]
Busca a través de las TIC mejorar la calidad de los servicios ofrecidos por las diversas entidades públicas, ampliar la transparencia, fortalecer la participación ciudadana, hacer control de la gestión del gobierno y promover la rendición de cuentas.

### Apropiación de tecnologías de la información y comunicación - TIC.[2]
Desarrolla procesos orientados al uso estratégico y la apropiación de las TIC para la inclusión social y el mejoramiento de las condiciones de vida de las personas y comunidades. El acceso a TIC y el fortalecimiento de competencias para su uso el cual está orientado al aumento de oportunidades educativas, laborales, políticas y sociales.

### Políticas de tecnologías de la información y comunicación - TIC.[3]
Promueve los derechos en internet reconocidos por Naciones Unidas, incluidos los derechos a la comunicación, la información, a la privacidad, la seguridad y las no violencias en los espacios digitales. Además participa con su visión social en espacios donde se discuten y definen políticas de TIC y en instancias de discusión en temas relacionados con la gobernanza de internet en el ámbito nacional, regional y global. Colnodo hace parte y promueve el trabajo de la Mesa Colombiana de Gobernanza de Internet.

### Gestión del conocimiento.[4]
Gestiona la información de las temáticas principales de su trabajo, creando recursos disponibles como nuevos modelos de implementación, contenidos de formación presencial y virtual, metodologías y estrategias para la promoción de las TIC, entre otros. La mayor parte de estos productos de conocimiento usan licencias Creative Commons con el fin de facilitar su uso sin fines de lucro.

## Historia

### Colnodo en la historia de Internet en Colombia
La creación de Colnodo se origina en una idea concebida en 1992, cuando Julián Casasbuenas G., director de Colnodo, se encontraba en un altillo en la casa de Michael Polman en Holanda, específicamente en Antenna Technology (www.antenna.nl). En aquel momento, se contempló la posibilidad de replicar en Colombia la estructura de red que Antenna tenía en Holanda, considerando que las capacidades tecnológicas de la época ya permitían establecer un sistema de correo electrónico completo en un computador personal.

Michael Polman, director de la Fundación Antenna Holanda - Archivo Multimedia Colnodo.

Julián Casasbuenas G, propuso inicialmente nombrar al proyecto como "Colonodo", refiriéndose a Nodo Colombiano, mientras que Michael Polman sugirió "Coloconodo", un nombre que finalmente se descartó por considerarse demasiado informal. Después de deliberar, se decidió simplificar el nombre eliminando una "o", resultando en "Colnodo" como la denominación definitiva del proyecto, que puede ser visitado en su sitio web www.colnodo.apc.org. Este proceso de nombramiento refleja la intención original de crear una red de ONGs en Colombia, inspirada en el modelo de Antenna en Holanda, aprovechando las oportunidades que las nuevas tecnologías brindaban en aquel momento.
La evolución de Colnodo desde sus inicios hasta convertirse en un referente de la conectividad y la información digital en Colombia es una historia de innovación y adaptación tecnológica. El proceso comenzó con experimentos técnicos en un computador personal que carecía de disco duro, utilizando en su lugar unidades de disco de 5 ¼" y 3 ½". El primer prototipo de Colnodo se ejecutó en un disquete de 3 ½" y un módem externo de 1200 baudios, utilizando el software Waffle, que era muy popular en aquel momento y ya estaba siendo utilizado por la Red Científica Peruana, jugando un papel importante en el desarrollo de Internet en Perú.
En los primeros meses de 1993, se realizó una reunión con aproximadamente 25 ONGs colombianas para proponerles la creación de un sistema de comunicación electrónica que facilitara el intercambio de información entre los Centros de Documentación. Esta iniciativa fue muy bien recibida, dada la coincidencia temporal con la sistematización de los centros de documentación de las ONGs, facilitada por su reciente acceso a las computadoras.
Colnodo comenzó a operar inicialmente con horario limitado, pero la demanda de los usuarios llevó a que rápidamente pasara a funcionar las 24 horas del día, los 7 días de la semana, conectando a unas 30 ONGs y ofreciendo acceso a 10 centros de documentación y resúmenes de prensa en línea. Además, el proyecto buscó alternativas para superar el alto costo del correo electrónico internacional, estableciendo una colaboración con Antenna Holanda para acceder a la red de la Asociación para el Progreso de las Comunicaciones (APC), lo que permitió a Colnodo utilizar el protocolo UUCP para el intercambio de correo electrónico internacional.
A finales de 1993, Colnodo se convirtió en un nodo asociado de la red APC, fortaleciendo la cooperación entre redes dedicadas a la democratización de la información. La llegada de Internet transformó radicalmente el proyecto. En 1994, se utilizó por primera vez el navegador Mosaic, abriendo un mundo de posibilidades para acceder a información global sin intermediarios. El desarrollo de Internet en Colombia fue liderado por universidades y apoyado por entidades como Colciencias y la Internet Society, con la primera empresa comercial de acceso a Internet apareciendo poco después.
La transición a Linux en 1996 marcó un hito importante para Colnodo, permitiendo la conexión a Internet y ofreciendo a la comunidad de ONGs herramientas digitales a bajo coste. Este cambio tecnológico coincidió con un creciente interés comercial en Internet, simplificando las interfaces de conexión y expandiendo el uso de multimedia en la red. La evolución de Colnodo refleja no solo el desarrollo tecnológico de Colombia sino también un compromiso continuo con la democratización del acceso a la información y la comunicación.

## Cronología

#### 1992 - Comienzo de Operaciones
En 1992 se inició la creación de Colnodo con Michael Polman, director de la Fundación Antenna Holanda, y Julián Casasbuenas G., quien trabajó como voluntario durante ese año gracias al apoyo de las organizaciones Federación Nacional de Organizaciones de Vivienda Popular (Fedevivienda), Escuela Nacional Sindical (ENS), Asociación de Trabajo Interdisciplinario (ATI), Centro de Investigación y Educación Popular (Cinep), Benposta Nación de Muchachos y la Fundación para la Comunicación Popular (Funcop).

#### 1993 - Fundación y Primeros Pasos

Uno de los primeros logos de Colnodo

En abril de 1993 comienza a operar el nodo local de Colnodo, que ofrecía servicios de correo electrónico, acceso a bases de datos de resúmenes de noticias y centros de documentación, conferencias Usenet y conferencias de la Asociación para el progreso de las Comunicaciones (APC). 

#### 1993 - Infraestructura y conexión
Colnodo utilizó el sistema Waffle, un Bulletin Board System (BBS) que permitía a los usuarios acceder a correo electrónico, foros de discusión y bases de datos. Además, ofrecía un servicio de envío de faxes a bajo costo a nivel mundial. El servidor principal era una computadora 486 con 4 MB de memoria, un disco de 240 MB y módems de 14,400 baudios, conectados a través de una tarjeta de comunicaciones con protocolo X.25 de Telecom. El correo se manejaba con el protocolo UUCP y se recibía a través del Institute for Global Communications (IGC), parte de la Asociación para el Progreso de las Comunicaciones (APC) en EE. UU.

#### 1994 - Formalización de Colnodo
19 de diciembre nace Colnodo con el nombre de Asociación Colombiana de Organizaciones No Gubernamentales para la Comunicación Vía Correo Electrónico (Colnodo), una organización dedicada a ayudar a las ONG en Colombia a utilizar las nuevas tecnologías de información y comunicación, conformada por: Asociación de Trabajo Interdisciplinario (ATI), Antenna Colombia, Federación de Organizaciones de Vivienda Popular (Fedevivienda), Foro Nacional por Colombia, Servicio Colombiano de Comunicación (Sercoldes) y la Escuela Nacional Sindical (ENS). Durante su formación fue importante el apoyo del Centro de Investigación y Educación Popular Cinep y la Fundación Luis Carlos Galán.

#### 1995 - Lanzamiento de la Red de Desarrollo Sostenible

Portal Web Red de Desarrollo Sostenible - 2024

Se lanza la Red de Desarrollo Sostenible (www.rds.org.co), un instrumento para generar conciencia entre los distintos agentes de la sociedad civil al divulgar y promover los principios, recomendaciones y formulaciones expresados en la Agenda 21 de las Naciones Unidas.

#### 1996 - Conexión a Internet

Portal de Colnodo 1997

En diciembre de 1996, Colnodo migró todo su sistema a Linux y estableció su primera conexión a Internet a través del Centro de Gestión de la red de Ciencia Educación y Tecnología de Colombia - Cetcol, ubicado en la Hemeroteca Nacional Universitaria lo que permitió a las organizaciones usuarias publicar información y utilizar herramientas en línea de manera más accesible. Además, fue la primera Organización No gubernamental (ONG) colombiana en tener una página web. 

#### 1997 - Expansión de Servicios Digitales
Colnodo amplió sus servicios para incluir el diseño y mantenimiento de páginas web, consolidando su rol como facilitador del acceso a la tecnología en Colombia.

#### 1997 - Unidades Informativas Barriales
Colnodo, junto con otras organizaciones, estableció las Unidades Informativas Barriales en barrios marginales de Bogotá, ofreciendo acceso a Internet y otros servicios de información. uib.colnodo.apc.org. Estas experiencias serían las precursoras de los telecentros.

Premio Internet Colombia al Mejor Portal Colombiano, otorgado a Colnodo en 1999 por la Cámara Colombiana de Informática y Telecomunicaciones (CCIT).

#### 1999 - Primer Premio Internet Colombia al Mejor Portal Colombiano, otorgado por la Cámara Colombiana de Informática y Telecomunicaciones (CCIT).
Colnodo lanzó el portal Orientation Colombia, que en noviembre fue galardonado con el Primer Premio Internet Colombia al Mejor Portal Colombiano, otorgado por la Cámara Colombiana de Informática y Telecomunicaciones (CCIT).

Colnodo finalista en el Development Marketplace del Banco Mundial en el 2000

#### 2000 - Colnodo fue finalista en el Development Marketplace del Banco Mundial
Colnodo resultó finalista entre más de 400 propuestas presentadas al Development Marketplace del Banco Mundial en febrero de 2000. La iniciativa buscaba promover alianzas para combatir la pobreza a nivel global. Colnodo presentó y sustentó la propuesta "Las Unidades Informativas Barriales -UIB - como apoyo a las consultas urbanas para la mejora de los barrios", destacándose por su enfoque en unidades de información comunitarias para apoyar las consultas urbanas en la mejora de barrios.

#### 2000 - Colnodo desarrolla el primer sitio de comercio electrónico en Colombia
Colnodo desarrolló para la Red de Desarrollo Sostenible el primer sitio de comercio electrónico implementado por una ONG, ecomerz en Colombia, completamente basado en herramientas de libre distribución disponibles en Internet. Este desarrollo destacó por su innovación y por promover el uso de software libre en el comercio electrónico, ofreciendo una plataforma accesible y eficaz para las transacciones en línea.

#### 2001 - La Presidencia de la República de Colombia califica una web con soporte técnico de Colnodo como de alto desempeño.
La página web de la Auditoría General de la República, desarrollada con soporte técnico de Colnodo, fue calificada por la Presidencia de la República como un sitio web de alto desempeño, cumpliendo al 100% con los criterios de la Directiva Presidencial 02. Esta distinción fue alcanzada por solo 54 de los 203 sitios web del Estado.

#### 2001 - Sistema de Información Básico Municipal, SisBIM: precursor de los Observatorios Ambientales Urbanos
En 2001, Colnodo, en alianza con el Gobierno de Colombia y el Banco de la República a través del Ministerio del Medio Ambiente, estableció sistemas de información sobre calidad ambiental urbano-regional a partir de los Observatorios Ambientales Urbanos.

Archivo Fotográfico Colnodo

#### 2002 - Colnodo implementa técnicamente el proyecto Internet para la Rendición de Cuentas (IPRC)
Este proyecto liderado por Transparencia por Colombia buscó aumentar la transparencia y promover la rendición de cuentas de las administraciones municipales, facilitando el derecho ciudadano a informarse y participar en la gestión pública. Apoyó a alcaldías y entidades gubernamentales en la entrega de información mediante un sitio web que permitía instalar y administrar fácilmente páginas web, destinado a instituciones como escuelas, bibliotecas, hospitales y otras entidades públicas. El software de uso libre y código abierto que gestionaba la página web fue donado al gobierno colombiano a través de la Vicepresidencia de la República. Llegó a ser utilizado por más de mil municipios. 

#### 2005 - Portal Avanza
El portal creado por Colnodo en el marco del proyecto de portales Development Gateway del Banco Mundial fue nominado como el mejor portal colombiano de 2005 por la Cámara Colombiana de Informática y Telecomunicaciones (CCIT).

#### 2006 - Colnodo lanza el portal 'En mi idioma'
Este proyecto extendió la participación de comunidades indígenas en la sociedad del conocimiento mediante el uso de tecnologías de información y comunicación, con el objetivo de ampliar el aprendizaje de su lengua y evitar su extinción. Se llevó a cabo en alianza con Pangea, la Universidad Politécnica de Cataluña, Webnetworks y Unesco. enmiidioma.org

#### 2006 - Sitio de San Vicente de Chucuri, Mejor sitio web de alcaldía digital
El municipio de San Vicente de Chucurí ganó el premio al Mejor Sitio Web de Alcaldía Digital en los 'Premios Colombia en Línea' en los años 2006, 2007 y 2008. El software utilizado por las alcaldías para implementar su sitio web fue basado en Internet para la Rendición de Cuentas (IPRC).

#### 2008 - Surge la Red Nacional de Telecentros
La Red fue un ente integrador de diferentes iniciativas y organizaciones que buscan el desarrollo y fortalecimiento de los telecentros, de las personas que los administran y de sus comunidades, a través del uso productivo e impacto social de las TIC. La Red promovió estrategias que permitieron la inclusión digital de diversas poblaciones del territorio colombiano, la articulación de actores y redes locales que lideran iniciativas de TIC, la definición y ejecución de planes y políticas en este campo, y el intercambio de experiencias y aprendizajes para el fortalecimiento de los telecentros y de la Red.

#### 2009 - Walc 2009
Colnodo fue sede del 12.º Taller sobre Tecnologías de Redes de Internet para América Latina y el Caribe (WALC 2009) que se desarrolló con el apoyo de la Universidad Javeriana en Bogotá.

#### 2009 - Proyecto Basta de Violencia: Derechos de las Mujeres y Seguridad en Línea
Colnodo, como miembro de la Asociación para el Progreso de las Comunicaciones (APC), desarrolló en Colombia, a través del Programa de Derechos de las Mujeres de APC, el proyecto 'Basta de Violencia: Derechos de las Mujeres y Seguridad en Línea'. Entre 2009 y 2011, el proyecto se centró en fortalecer las capacidades de mujeres activistas y organizaciones de derechos de las mujeres en el uso de herramientas tecnológicas para combatir la violencia contra las mujeres relacionada con la tecnología. Sitio web: https://dominemoslatecnologia.org/

#### 2010 - Observatorio Ambiental de Bogotá
Colnodo, a través de su línea de trabajo en el uso de las TIC para el desarrollo sostenible utilizando herramientas de software libre, acompañó a la Secretaría Distrital de Ambiente en la implementación de la segunda fase del Observatorio Ambiental de Bogotá, desde junio de 2010 hasta febrero de 2016. Este sitio web permite conocer el estado y la calidad ambiental de Bogotá, así como los resultados de la gestión desarrollada por varias entidades del Sistema de Información Ambiental de Colombia (SIAC). La plataforma está orientada a resolver problemas ambientales y aprovechar sosteniblemente el capital natural del Distrito Capital. oab.ambientebogota.gov.co

#### 2012 - Reunión Regional Preparatoria para el Foro de Gobernanza de Internet
Colnodo, en alianza con .CO Internet, organizó la Reunión Regional Preparatoria para el Foro de Gobernanza de Internet, hoy conocida como Foro de Gobernanza de Internet para América Latina y del Caribe, LacIGF. www.lacigf.org

#### 2012 - Se crea la norma técnica NTC5854 de accesibilidad web
Colnodo participa en la creación de la norma técnica NTC5854 de accesibilidad web que tiene por objeto establecer los requisitos de accesibilidad que se deben implementar en las páginas web en los niveles de conformidad A, AA y AAA.

#### 2013 - Premio a la Diversidad e identidad cultural Cumbre Mundial de la Sociedad de la Información, CMSI 2013[9]
El proyecto 'En Mi Idioma' fue premiado en la categoría C8: Diversidad e Identidad Culturales, Diversidad Lingüística y Contenido Local. El premio fue entregado en el marco del Foro de la Cumbre Mundial de la Sociedad de la Información (CMSI) 2013, realizado en Ginebra en mayo de ese año. Este reconocimiento fue otorgado al Ministerio de Tecnologías de la Información y las Comunicaciones y a Colnodo, quienes implementan una nueva fase del proyecto en Colombia.

#### 2014 - Colnodo es co-organizador del Primer Foro de Gobernanza de Internet en Colombia.
El Foro tiene como objetivo dar a conocer a la academia, sector privado, sector público y sociedad civil el estado y perspectivas de la Gobernanza de Internet en Colombia.

#### 2014 - 20 años de Colnodo
Colnodo celebra sus veinte años y presenta un video conmemorativo con testimonios de personas y organizaciones amigas.

Premio ExcelGEL entregado a Colnodo por ser el ganador en la categoría TIC para Gobierno Abierto en 2015.

#### 2015 - Premio ExcelGEL
El portal del Observatorio Ambiental de Bogotá, desarrollado y operado por Colnodo para la Secretaría Distrital de Ambiente, fue reconocido con el Premio Excelencia en Gobierno - ExcelGEL del Ministerio de Tecnologías de la Información y las Comunicaciones en la categoría de TIC para Gobierno Abierto.

#### 2015 - Colnodo lanza la iniciativa JuvenTIC
JuvenTIC fue una iniciativa de formación en competencias TIC dirigida a jóvenes, implementada por Colnodo con el apoyo de Google.org. En 2015, se llevaron a cabo 5 ciclos de formación, con la participación de miles de jóvenes de todo Colombia entre 2015 y 2019. Se certificaron 3,249 personas en una de las tres líneas temáticas ofrecidas por el diplomado: Diseño Web Usable y Accesible, Mercadeo Digital y Contenido Creativo, y Sistemas de Información y Georeferenciación. Posteriormente se lanzó el Campamento de Programación JuvenTIC en 2019 el cual fue un proyecto educativo y de inclusión laboral sobre Programación web. Html, CSS y JS.

#### 2016 - Programa Formativo 'Ella Hace Historia', implementado en Colombia por Colnodo en alianza con Facebook
Ella Hace Historia' se implementó de manera presencial entre 2016 y 2019 en Bogotá, Cundinamarca, Antioquia y Valle del Cauca. A partir de la emergencia sanitaria de 2020, el programa se rediseñó para ofrecerse de manera virtual y llegar a mujeres de todo el territorio nacional. Hasta la fecha, 'Ella Hace Historia' ha tenido un total de 7 ediciones, en las cuales se han capacitado a más de 17,304 mujeres en 614 ciudades del país.

#### 2016 - Colnodo se hace miembro de IPEN
IPEN tiene como objetivo contrarrestar los efectos nocivos de estos elementos, en la vida de las personas y el medio ambiente. Está compuesta por organizaciones presentes en 116 países, mayoritariamente naciones en vías de desarrollo. IPEN reúne a los principales grupos ambientales y de salud pública en todo el mundo para establecer y aplicar políticas prácticas que propendan por la salud humana y el medio ambiente, desde el uso adecuado de productos químicos. www.ipen.org

#### 2016 - Julián Casasbuenas G. nombrado miembro del MAG del Foro de Gobernanza de Internet
El Director de Colnodo Julián Casasbuenas G. fue nombrado miembro del Grupo Consultivo Multisectorial del Foro para la Gobernanza de Internet FGI - MAG por sus siglas en inglés en representación de sociedad civil.

#### 2017 - Escuela de Seguridad Digital y Kit de Seguridad Digital
Colnodo implementa la Escuela de Seguridad Digital con el apoyo de Equalit.ie de Canadá y desarrolla el Kit de Seguridad Digital con el propósito de mejorar las prácticas seguras en el manejo de la información personal e institucional, ofreciendo herramientas que contribuyen a minimizar los riesgos en el ecosistema digital. Además, ha recibido actualizaciones para adaptarse a las necesidades de las personas en la transformación digital. El Kit de Seguridad Digital es una idea original de Derechos Digitales de Chile.

#### 2017 - El Director de Colnodo, Julián Casasbuenas G., fue nombrado Embajador del Sello de Excelencia en Gobierno Digital por el Ministerio de Tecnologías de la Información y las Comunicaciones.

Julián Casasbuenas G, nombrado Embajador del Sello de Excelencia en Gobierno Digital por el Ministerio de Tecnologías de la Información y las Comunicaciones en 2017.

El Sello de Excelencia Gobierno Digital es un modelo que certifica los más altos estándares de calidad de los productos y servicios digitales del Estado Colombiano. El componente de innovación de esta iniciativa se encuentra en la conformación de una comunidad virtual, la cual tendrá la posibilidad de interactuar bajo un esquema de colaboración abierto, participativo y transparente, en donde de manera dinámica se logrará verificar y validar los productos digitales registrados, además de ser un espacio de generación de conocimiento y de construcción de redes entre los distintos actores del Ecosistema Digital.

#### 2018 - Colnodo fue ganador de la subvención 2018 del programa FRIDA
El proyecto Redes Comunitarias, como programa social, fue seleccionado como ganador por su trabajo en la implementación de servicios de conectividad a través de redes inalámbricas de comunicación comunitaria.

#### 2018 - Nace la primera Red Comunitaria, acompañada por Colnodo, llamada RedINC (Indígenas, Negros y Campesinos).
El piloto de redes comunitarias que transformó la vida de los habitantes de las veredas de Buenos Aires (Cauca) consistió en la primera prueba piloto de una red de telefonía móvil local en Colombia administrada por la comunidad. Esta iniciativa que replica la experiencia de Rhizomatica en México que se implementó a través de un convenio entre MinTIC y Colnodo y permitió a la comunidad realizar cerca de 3,500 llamadas durante la activación del uso del espectro IMT.

#### 2021 - Colnodo, miembro de CiviCERT
Colnodo, a través de la Escuela de Seguridad Digital, se hizo miembro de CiviCERT en julio de 2021. CiviCERT es una red de equipos de respuesta ante emergencias informáticas (CERT), equipos de respuesta rápida y proveedores de servicios y contenido de Internet independientes que ayudan a la sociedad civil a prevenir y abordar problemas de seguridad digital.

#### 2021 - Colnodo, miembro de ACLAC
Colnodo, a través de la Escuela de Seguridad Digital, se hizo miembro de la Alianza por el Cifrado en Latinoamérica y el Caribe ACLAC el 19 de noviembre. ACLAC es una plataforma compuesta por 23 organizaciones que trabaja en la construcción colectiva de capacidades y conocimiento en América Latina y el Caribe. Su enfoque está en el cifrado como herramienta imprescindible para la seguridad y el respeto de los derechos humanos y fundamentales en la región, tales como la libertad de expresión y la privacidad.

#### 2021 - Colnodo, seleccionada por Google.org en el Impact Challenge for Woman and Girls
Colnodo fue seleccionado como beneficiario del Google.org Impact Challenge para Mujeres y Niñas. Con este apoyo, Colnodo desarrolló el proyecto “Conectando oportunidades para Mujeres rurales emprendedoras en Colombia” que busca fortalecer la autonomía de las mujeres del territorio en la generación de ingresos y ampliar las posibilidades de negociación de sus productos tradicionales en condiciones justas y equitativas, así como la organización comunitaria para la sostenibilidad de sus proyectos de vida y estrategias productivas a través del acceso, uso y apropiación de las TIC, proporcionando formación a 1,200 mujeres e implementando ocho redes comunitarias en diversas regiones del país.

#### 2022 - Colnodo como Patrocinador Fiscal de la Fundación Internet Society - Isoc

Julián Casasbuenas G, durante el evento de lanzamiento de las 10000 becas para estudiar Inteligencia Artificial y Ciberseguridad en el programa Crece con Google

Colnodo fue seleccionado como Patrocinador Fiscal por la Fundación Isoc para el desarrollo de proyectos en Colombia por parte de organizaciones que requieren de esta figura y que están alineadas con los la misión de Colnodo. Colnodo gestiona los recursos de los proyectos y hace seguimiento a la implementación de los mismos garantizando el cumplimiento de las metas.

#### 2023 - Acompañamiento a Crece con Google
Acompañamiento a más de 8.500 personas en certificados profesionales en las temáticas de: Análisis de datos, Diseño UX; Soporte TI; Gestión de proyectos y Marketing digital. Adicionalmente se beneficiarion 4.000 personas beneficiadas con el curso de Ciberseguridad.

#### 2023 - Colnodo seleccionado para implementar el proyecto Conectando a las personas: Implementando Redes Comunitarias con el espectro IMT
Esta iniciativa, liderada por Colnodo en alianza con la Comisión Interamericana de Telecomunicaciones - CITEL de la Organización para los Estados Americanos (OEA) y financiada por Internet Society Foundation, tiene como objetivo contribuir a la creación de un entorno normativo en Colombia que posibilite a las comunidades, donde el acceso a Internet es limitado o inexistente, establecer y operar sus propias redes comunitarias de Internet mediante la tecnología IMT.

#### 2023 - Colnodo se hace miembro de laComisión Interamericana de Telecomunicaciones(Citel)
Colnodo es miembro oficial de la Comisión Interamericana de Telecomunicaciones (CITEL) con la aprobación del gobierno de Colombia. Con ello se convierte en la primera organización sin ánimo de lucro del país en hacer parte de este espacio donde participan gobiernos, miembros del sector privado y academia reunidos para promover conversaciones sobre el desarrollo de las telecomunicaciones en la región. Colnodo, en la actualidad hace parte del Comité Consultivo Permanente, CCP. I., cuyo objetivo es promover el debate, cooperación y coordinación en materia relacionada con las políticas, desarrollo y estandarización de las telecomunicaciones y las tecnologías de la información y las comunicaciones (TIC), especialmente, con la finalidad de contribuir a la implementación de la agenda del desarrollo sostenible del 2030.

#### 2023 - Colnodo seleccionado como Secretaria del Foro de Gobernanza de Internet de América Latina y el Caribe LACIGF
Después de un riguroso proceso de selección, en el que se evaluaron las propuestas presentadas por siete reconocidas organizaciones de la región, el Comité de Múltiples Partes Interesadas del Foro de Gobernanza de Internet para América Latina y el Caribe -CMPI nombró a Colnodo como la organización responsable de coordinar y apoyar la gestión del LACIGF.

#### 2023 - Encuentro de Redes y Medios Comunitarias
Tejiendo alternativas de conectividad y comunicación propia para la autonomía comunitaria” con la participación de 10 redes comunitarias de Colombia y diferentes actores que acompañan a redes comunitarias en diversas partes de América Latina y Colombia

#### 2024 - Escuela de redes comunitarias
Colnodo diseñó y estructuró el curso virtual "Redes Comunitarias: Gestionando la autonomía tecnológica desde las comunidades rurales", con el objetivo de orientar a las personas participantes sobre conceptos esenciales requeridos para el diseño y gestión de una red comunitaria, utilizando la metodología desarrollada por Colnodo. El proyecto se desarrolló con el apoyo de 48percent.org.

#### 2024 - Colnodo cumplió 30 años tejiendo oportunidades.[13]
El 27 de septiembre de 2024 Colnodo celebró su 30° aniversario en un evento que contó con la presencia de casi 200 personas invitadas de diferentes regiones del país y del extranjero. Este espacio es un homenaje a la labor de la organización desde sus inicios hasta la actualidad, visibilizando cómo a través de su historia, alianzas y proyectos ha impulsado el desarrollo social y la inclusión digital utilizando la tecnología como herramienta transformadora. Ver relatoría multimedia.

## Redes internacionales a las que pertenece
- Asociación para el Progreso de las Comunicaciones. APC, conformada en 1990, es una red internacional de organizaciones que fortalecen y asisten a grupos y particulares que trabajan por la paz, los derechos humanos, el desarrollo y la protección del medio ambiente, a través del uso estratégico de Tecnologías de Información y Comunicación (TIC), incluida Internet. El Director de Colnodo, Sr. Julián Casasbuenas G., fue Presidente de la Junta Directiva de APC de 2003 a 2005.

- La Fundación Development Gateway es una organización internacional sin fines de lucro que provee de plataformas basadas en Internet para hacer que los esfuerzos que se realizan para el desarrollo y ayudas sean más eficientes alrededor del mundo. En el marco de esta red, Colnodo y la Confederación Colombiana de ONG implementaron en Colombia el Portal para el Desarrollo – avanza, www.avanza.org.co. Este es un portal interactivo auspiciado por la Fundación Development Gateway, que hace parte del programa Country Gateways, el cual abarca iniciativas de propiedad y operación local asociadas al portal Development Gateway, las cuales fomentan la aplicación de las TICS para el desarrollo sostenible y la reducción de la pobreza a nivel local. El Director de Colnodo fue miembro de la Junta Directiva de la Fundación. Colnodo hizo parte de esta red entre 2004 a 2014.

- Colnodo ha participando en los eventos organizados por la Sociedad de Internet ISOC Internet Society desde 1993 hasta la fecha a través del Foro Latinoamericano de Redes. Colnodo además coordina, en asociación con otras entidades, el Taller Desarrolladores de Contenido Web y de Sistemas de Información Geográfico, utilizando Software Libre.
- IPEN https://ipen.org/about

## Participación en redes y agrupaciones nacionales
- Colnodo realizó el montaje y actualmente opera la Red de Desarrollo Sostenible para Colombia, iniciativa del PNUD - Programa de las Naciones Unidas para el Desarrollo.

- Red de Telecentros, conformada por más de 20 organizaciones a nivel nacional, entre las que se encuentran el Centro de Investigación de Agricultura Tropical – CIAT, Universidad Autónoma de Occidente, Programa Compartel entre otros.

- Miembro de la Cooperativa Multiactiva Convergentes, cuya misión es la de buscar elevar la calidad de vida de los asociados a través de la productividad económica y unos servicios que respondan a sus necesidades y aspiraciones personales, familiares y profesionales.

- Miembro de la iniciativa ONG por la Transparencia. A través de esta iniciativa se busca incrementar la visibilidad, presentando información pública permanente, sistemática y calificada de Colnodo, como la mejor manera de dar a conocer lo que hacen además de  lograr la credibilidad y el respaldo público.

- Miembro de la Red Colombiana de Formación Ambiental.
- Mesa de Seguimiento a la Ley 1257: en el año 2021 Colnodo participó en la socialización del documento relacionado con el mecanismo articulador para el abordaje integral de las violencias por razones de sexo y género de las mujeres, niños y adolescentes; se compartieron comentarios con el equipo de la Mesa.
- Mesa Colombiana de Gobernanza de Internet: en este espacio diversos actores de sectores públicos y privados trabajan de manera conjunta en temas relacionados con el desarrollo de internet en el país. Colnodo participa activamente en las reuniones periódicas de la mesa y apoyó activamente la coordinación, convocatoria y realización del 8.º Foro de Gobernanza de Internet en Colombia, liderado por la Mesa.
- Mesa TIC e Infancia de RedPapaz: es un espacio multisectorial promovido por Redpapaz que busca contribuir a la prevención, identificación y manejo de las problemáticas de niños, niñas y adolescentes en los entornos digitales y cooperar en la optimización de procedimientos de articulación para la protección efectiva de los derechos de niños, niñas y adolescentes.
- Alianza por la Igualdad de las Mujeres en los Medios: es una alianza de organizaciones unidas con el compromiso de velar por el cumplimiento del capítulo J de la plataforma de Beijing dedicado a los medios de comunicación y las mujeres. La alianza busca promover la defensa de los derechos humanos, la libertad de expresión, la libertad de prensa y la inclusión de una perspectiva de género en el periodismo y la comunicación.
- Red Colombiana de Formación Ambiental.

## Participación de Colnodo en el reporte anual Global Information Society Watch (GISWatch)
Colnodo desde el 2007 ha realizado el reporte correspondiente a Colombia en el GisWatch. A continuación se detalla por año.
| Nombre del Reporte                                                                              | Año     | Autor                                                         | Sitio Web                                                                                              | Versión Impresa    |
| ----------------------------------------------------------------------------------------------- | ------- | ------------------------------------------------------------- | --- | ------------------ |
| Centrados en la participación                                                                   | 2007    | Olga Paz Martínez                                             | https://giswatch.org/en/country-report/civil-society-participation/colombia                            | Giswatch 2007      |
| Acceso a la infraestructura                                                                     | 2008    | Olga Paz Martínez                                             | https://giswatch.org/country-report/2008/colombia                                                      | Giswatch 2008      |
| Acceso a información y conocimientos en línea                                                   | 2009    | Olga Paz Martínez                                             | https://giswatch.org/country-report/20/colombia                                                        | Giswatch 2009      |
| Las TIC´S y la sostenibilidad medioambiental                                                    | 2010    | Julián Casasbuenas G. Plácido Silva                           | https://giswatch.org/country-report/2010-icts-and-environmental-sustainability/colombia                | Giswatch 2010      |
| Derechos de Internet y democratización                                                          | 2011    | Lilian Chamorro Rojas                                         | https://giswatch.org/en/country-report/freedom-expression/colombia                                     | Giswatch 2011      |
| Internet y la corrupción                                                                        | 2012    | Ariel Barbosa                                                 | https://giswatch.org/en/country-report/transparency-and-accountability-online/colombia                 | Giswatch 2012      |
| Derechos de las mujeres, género y TIC                                                           | 2013    | Olga Paz Martínez                                             | https://giswatch.org/en/country-report/womens-rights-gender/colombia                                   | Giswatch 2013      |
| Hackeo de información sobre las conversaciones de paz en Colombia                               | 2014    | Ariel Barbosa                                                 | https://giswatch.org/en/country-report/communications-surveillance/colombia                            | Giswatch 2014      |
| Derechos LGBT, libertad de expresión, incitación al odio y privacidad: El caso de Sergio Urrego | 2015    | Ana María Acosta                                              | https://giswatch.org/en/country-report/sexual-rights/colombia                                          | Giswatch 2015      |
| El papel de las TIC en el proceso de paz colombiano                                             | 2016    | Olga Paz Martínez                                             | https://giswatch.org/en/country-report/economic-social-and-cultural-rights-escrs/colombia              | Giswatch 2016      |
| La Oficina Colombiana de Gobernanza de Internet                                                 | 2017    | Ariel Barbosa                                                 | https://giswatch.org/en/country-report/internet-governance/colombian-bureau-internet-governance        | Giswatch 2017      |
| Gestión comunitaria para el despliegue de redes comunitarias en Colombia                        | 2018    | Julián Casasbuenas G. Lilian Chamorro Rojas Olga Paz Martínez | https://giswatch.org/community-networks                                                                | Giswatch 2018      |
| Tecnología y medio ambiente: Lecciones aprendidas durante COVID-19                              | 2020    | Julián Casasbuenas G. Plácido Silva Olga Paz Martínez         | https://giswatch.org/node/6241                                                                         | Giswatch 2020      |
| DIGITAL ADAPTATION UNDER COVID-19 – ONLY A REALITY FOR A FEW                                    | 2021-22 | Marcya Hernández                                              | https://www.apc.org/en/pubs/giswatch-2021-2022-report-digital-futures-post-pandemic-world-has-launched | Giswatch 2021-2022 |